# Persone di cognome Levy
| Questa pagina contiene informazioni ricavate automaticamente dalle voci biografiche con l'ausilio del template Bio e di un bot. L'aggiornamento è periodico e automatico e ricostruisce completamente la pagina. Se manca una persona in questa lista, sei pregato di non aggiungerla, ma accertati piuttosto che la sua voce biografica contenga il template Bio e che i dati anagrafici siano correttamente compilati. Se il template Bio manca, inseriscilo tu stesso o, in alternativa, metti l'avviso {{tmp\|Bio}} che ne segnala la mancanza. Se i dati riportati sono sbagliati, correggi direttamente la voce biografica; le modifiche saranno visibili in questa lista entro pochi giorni. Per chiarimenti vedi il progetto biografie. La lista contiene solo le 47 persone che sono citate nell'enciclopedia e per le quali è stato implementato correttamente il template Bio. Pagina aggiornata al 3 nov 2022. |

Questa è una lista di persone presenti nell'enciclopedia che hanno il cognome Levy, suddivise per attività principale.

## Allenatori di calcio(2)
- Elisha Levy, allenatore di calcio e ex calciatore israeliano (Gerusalemme, n.1957)
- Ronny Levy, allenatore di calcio israeliano (Netanya, n.1966)

## Allenatori di football americano(1)
- Marv Levy, allenatore di football americano statunitense (Chicago, n.1925)

## Allenatori di tennis(1)
- Harel Levy, allenatore di tennis e ex tennista israeliano (Kibbutz Nahshonin, n.1978)

## Antropologi(1)
- Robert I. Levy, antropologo e psichiatra statunitense (New York, n.1924 - Asolo, † 2003)

## Armonicisti(1)
- Howard Levy, armonicista, pianista e compositore statunitense (New York, n.1951)

## Astronomi(1)
- David Levy, astronomo e divulgatore scientifico canadese (Montréal, n.1948)

## Attori(3)
- Dan Levy, attore, sceneggiatore e produttore televisivo canadese (Toronto, n.1983)
- Eugene Levy, attore, comico e regista canadese (Hamilton, n.1946)
- Sarah Levy, attrice canadese (Toronto, n.1986)

## Attori teatrali(1)
- Caissie Levy, attrice teatrale e cantante canadese (Hamilton, n.1981)

## Calciatori(1)
- Ido Levy, calciatore israeliano (Hadera, n.1990)

## Cantanti(2)
- Marcella Detroit, cantante e chitarrista statunitense (Detroit, n.1952)
- Yasmin Levy, cantante e cantautrice israeliana (Gerusalemme, n.1975)

## Cantautori(1)
- Barrington Levy, cantautore giamaicano (Clarendon, n.1964)

## Cestisti(1)
- Jamaal Levy, cestista panamense (Panama, n.1983)

## Chimici(1)
- Paul Ernst Levy, chimico tedesco (Aquisgrana, n.1875 - Aquisgrana, † 1956)

## Chitarristi(1)
- Adam Levy, chitarrista statunitense (Encino, n.1966)

## Ciclisti su strada(1)
- William Blume Levy, ciclista su strada e pistard danese (Horsens, n.2001)

## Compositori(3)
- Jacques Levy, compositore, regista teatrale e psicologo statunitense (New York, n.1935 - New York, † 2004)
- Marvin Levy, compositore statunitense (Passaic, n.1932 - Fort Lauderdale, † 2015)
- Shuki Levy, compositore, produttore televisivo e regista israeliano (Tel Aviv, n.1947)

## Drammaturghi(1)
- Benn Wolfe Levy, commediografo, sceneggiatore e politico britannico (Londra, n.1900 - Oxford, † 1972)

## Giocatori di football americano(1)
- DeAndre Levy, giocatore di football americano statunitense (Milwaukee, n.1987)

## Giornalisti(3)
- Gideon Levy, giornalista israeliano (Tel Aviv, n.1953)
- Marvin Levy, pubblicista statunitense (New York City, n.1928)
- Steven Levy, giornalista statunitense (Filadelfia, n.1951)

## Imprenditori(1)
- Daniel Levy, imprenditore e dirigente sportivo britannico (Essex, n.1962)

## Iranisti(1)
- Reuben Levy, iranista e islamista gallese (n.1891 - † 1966)

## Mercanti d'arte(1)
- Julien Levy, mercante d'arte e docente statunitense (New York, n.1906 - New Haven, † 1981)

## Musicisti(1)
- General Levy, musicista inglese (Londra, n.1971)

## Ostacolisti(1)
- Ronald Levy, ostacolista giamaicano (Westmoreland, n.1992)

## Pianisti(2)
- Daniel Levy, pianista, scrittore e educatore argentino (Buenos Aires, n.1947)
- Lou Levy, pianista statunitense (Chicago, n.1928 - Dana Point, † 2001)

## Pistard(1)
- Maximilian Levy, pistard tedesco (Berlino, n.1987)

## Pittori(2)
- Moses Levy, pittore italiano (Tunisi, n.1885 - Viareggio, † 1968)
- Rudolf Levy, pittore tedesco (Stettino, n.1875 - Italia, † 1944)

## Politici(1)
- David A. Levy, politico statunitense (Contea di Johnson, n.1953)

## Produttori cinematografici(1)
- David Guy Levy, produttore cinematografico, regista e attore statunitense (New York)

## Registi(2)
- Dani Levy, regista e attore svizzero (Basilea, n.1957)
- Shawn Levy, regista, attore e produttore cinematografico canadese (Montréal, n.1968)

## Scrittori(4)
- Amy Levy, scrittrice, poetessa e saggista britannica (Londra, n.1861 - Londra, † 1889)
- Andrea Levy, scrittrice britannica (Londra, n.1956 - † 2019)
- Deborah Levy, scrittrice, poetessa e drammaturga britannica (Johannesburg, n.1959)
- Marc Levy, scrittore e imprenditore francese (Boulogne-Billancourt, n.1961)

## Sollevatori(1)
- Edward Lawrence Levy, sollevatore, insegnante e scrittore britannico (Londra, n.1851 - † 1932)

## Wrestler(1)
- Raven, wrestler statunitense (Filadelfia, n.1964)